# Idiochlora stictogramma
Idiochlora stictogramma är en fjärilsart som beskrevs av Louis Beethoven Prout 1932. Idiochlora stictogramma ingår i släktet Idiochlora och familjen mätare. Inga underarter finns listade i Catalogue of Life.